# Bugis (Sape)
Bugis is een bestuurslaag in het regentschap Bima van de provincie West-Nusa Tenggara, Indonesië. Bugis telt 6893 inwoners (volkstelling 2010).